# Cucurbitaria rhamni
Cucurbitaria rhamni är en svampart som först beskrevs av Christian Gottfried Daniel Nees von Esenbeck, och fick sitt nu gällande namn av Karl Wilhelm Gottlieb Leopold Fuckel 1870. Cucurbitaria rhamni ingår i släktet Cucurbitaria och familjen Cucurbitariaceae.  Arten är reproducerande i Sverige. Inga underarter finns listade i Catalogue of Life.